# Kemmern
Kemmern est une commune de Bavière (Allemagne), située dans l'arrondissement de Bamberg, dans le district de Haute-Franconie.
On y trouve une brasserie, la Wagner-Bräu Kemmern.